# Miriam Lahnstein
Miriam Lahnstein (Düsseldorf, 9 agosto 1974) è un'attrice tedesca, attiva principalmente in campo televisivo.
Complessivamente, tra cinema e - soprattutto - televisione, ha partecipato ad oltre una ventina di differenti produzioni.
Il suo ruolo più famoso è quello di Tanja von Lahnstein nella soap opera Verbotene Liebe, ruolo che interpreta dal 1995. Ha recitato inoltre in alcuni film TV ed è apparsa come guest-star in alcune serie telelevisive quali Squadra Speciale Cobra 11, Balko, SOKO 5113, Edel & Starck, 14º Distretto, ecc.
È la sorella dell'attice Vanessa Lahnstein.

## Filmografia parziale

### Cinema
- Alles Bob! (1999) - ruolo: Claudia

### Televisione

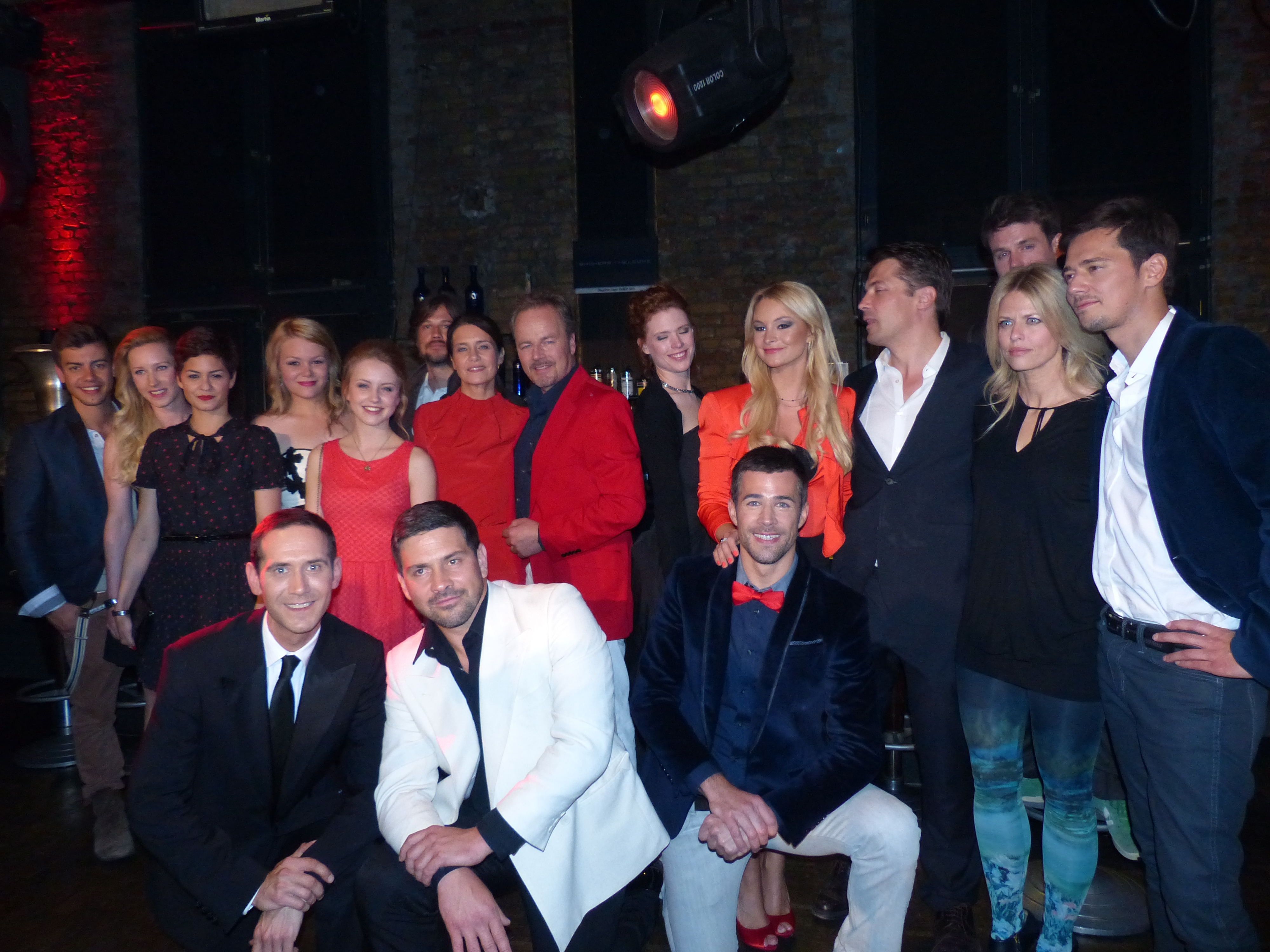
Miriam Lahnstein assieme ad altri componenti del cast della soap opera Verbotene Liebe. Tra questi: Jana Julie Kilka, Sebastian Schlemmer, Jo Weil, ecc.

- Wer nicht wagt, der nicht gewinnt - miniserie TV (1987)
- Nordseeklink
- Kopflos
- Leo und Charlotte (1990)
- Verbotene Liebe - soap opera, 1.463+ episodi (1995-1998, 2001, 2004-) - ruolo: Tanja von Lahnstein
- Callboy - film TV (1998)
- Squadra Speciale Cobra 11 - serie TV, 1 episodio (1998)
- Das Amt - serie TV, 1 episodio (1998)
- Die Strandclique - serie TV, 1 episodio (1999)
- Balko - serie TV, 1 episodio (1999)
- Cops - Squadra Speciale - serie TV, 1 episodio (2000)
- Die Rettungsflieger - serie TV, 1 episodio (2000)
- Ich schenk dir meinen Mann 2 - film TV (2001) - Verena Vogelsang
- Kleiner Mann sucht großes Herz - film TV (2001) - Angela Simski
- SOKO 5113 - serie TV, 1 episodio (2001) - Sonja Gruber
- Grani di pepe (Die Pfefferkörner) - serie TV, 6 episodi (2001-2004) - Jacqueline
- Edel & Starck - serie TV, 1 episodio (2003)
- Marienhof - soap opera (2003-3004) - Sabine Huber
- Die Wache - serie TV, 1 episodio (2004)
- Verschollen - serie TV, 1 episodio (2004)
- In aller Freundschaft - serie TV, 1 episodio (2014)

## Premi e riconoscimenti
- 2001: Nomination al German Soap Award nella categoria miglior attrice di una soap opera